# Wurmbea dilatata
Wurmbea dilatata är en tidlöseväxtart som beskrevs av Terry Desmond Macfarlane. Wurmbea dilatata ingår i släktet Wurmbea och familjen tidlöseväxter. Inga underarter finns listade i Catalogue of Life.